# Teatret Vårt
Teatret Vårt är en regionteater för Møre og Romsdal fylke i Norge. Den grundades 1972 och har sitt huvudkontor i Molde.
Teatret Vårt är organiserat som ett aktiebolag och drevs enligt allmøteprinsippet fram till 1991, då Morten Borgersen anställdes som teaterchef. På 1970-talet utmärkte sig teatern som den av Norges regionteatrar som lade störst vikt vid klassikerna. Teatern har senare också haft flera Norgepremiärer på översatt dramatik, som Claire Luckhams Trafford Tanzi, och har uppfört modern norsk dramatik som Edvard Hoems Der storbåra bryt, som den representerade Norge med vid den skandinaviska teaterfestivalen 1979. En egen avdelning vid teatern arbetar med konsultverksamhet och utlån av utrustning till fylkets amatörteatrar, och teatern samarbetar med den årliga jazzfestivalen i Molde. Teaterchef sedan 2012 är Thomas Bjørnager.